# Volxemia
Volxemia is een kevergeslacht uit de familie van de boktorren (Cerambycidae). De wetenschappelijke naam van het geslacht werd voor het eerst geldig gepubliceerd in 1884 door Lameere.

## Soorten
Volxemia omvat de volgende soorten:
- Volxemia dianella Lameere, 1884
- Volxemia seabrai Zajciw, 1968